# Glenn Hughes
Glenn Hughes (* 21. srpna, 1951, Cannock, Staffordshire, Anglie), také známý jako „The Voice of Rock“, je britský baskytarista a zpěvák, který v 60. letech působil jako frontman skupiny Finders Keepers a ve funk rockové kapele Trapeze. V polovině 80. let také působil jako hlavní zpěvák skupiny Black Sabbath a spolu s Davidem Coverdalem se v 70. letech (1973 až 1976) připojil k Deep Purple, kde působil jako baskytarista/zpěvák. Celá osmdesátá léta se zabýval spoluprací s jinými hudebníky. Na Nový rok 1991 nakoukl do "death´s door" jak sám říká. Rozhodl se začít žít jinak. Již za rok vydává sólovky Blues. Začíná spolupracovat s hudebníky po celém světě (J.J. Marsh, Dario Mollo, Chad Smith, Marc Bonilla, Gary Moore, John Norum, Joe Lynn Turner, Tony Iommi a mnoho dalších). Téměř každý rok se objevuje aspoň jedno album, které nese Glennovu stopu. Své sólové desky vydává v duchu hard rocku s příměsí funky, soulu a blues. V případ spoluprací mu však nedělá problém zazpívat jakýkoliv žánr. Krátce také spolupracoval s českou kapelou Monkey Business.

## Diskografie

### Sólová
- Play Me Out (1977)
- L.A. Blues Authority Volume II: Glenn Hughes - Blues (1992)
- From Now On… (1994)
- Burning Japan Live (1994)
- Feel (1995)
- Addiction (1996)
- Greatest Hits: The Voice Of Rock (1996) (kompilace)
- Talk About It (EP) (1997) (předtím nevydaný živák a akustické skladby)
- The God Of Voice: Best Of Glenn Hughes (1998) (kompilace)
- The Way It Is (1999)
- From The Archives Volume I - Incense & Peaches (2000)
- Return Of Crystal Karma (2000)
- A Soulful Christmas (2000)
- Days Of Avalon (2001) (první oficiální sólové video vydání)
- Building The Machine (2001)
- Different Stages…Best Of Glenn Hughes (2002)
- Songs In The Key Of Rock (2003)
- Soulfully Live In The City Of Angels (DVD a CD) (2004)
- Soul Mover (2005)
- Freak Flag Flyin' (2005)
- Music For The Divine (2006)
- Live At The Basement (DVD a CD) (2007)
- First Underground Nuclear Kitchen (2008)

### S Finders Keepers
- Sadie, The Cleaning Lady (singl) (1968)

### S Trapeze
- Trapeze (1970)
- Medusa (1970)
- You Are the Music...We're Just the Band (1972)
- Welcome to the Real World - live 1992 (1993)
- High Flyers: The Best of Trapeze - best of 1970-1976 (1996)
- On the Highwire - best of 1970-1994 (2003)

### S Deep Purple
- Burn (1974)
- Live in London (1974)
- Stormbringer (1974)
- Made in Europe (1975)
- Come Taste the Band (1975)
- Last Concert in Japan (1976)
- Singles A's & B's (1993)
- On The Wings of a Russian Foxbat: Live In California 1976 (1995)
- California Jamming: Live 1974 (1996)
- Mk. III: The Final Concerts (1996)
- Days May Come and Days May Go, The California Rehearsals, June 1975 (2000)
- 1420 Beachwood Drive, The California Rehearsals, Part 2 (2000)
- This Time Around: Live in Tokyo (2001)
- Listen Learn Read On (2002)
- Just Might Take Your Life (2003)
- Perks And Tit (2004)
- Live In Paris 1975 (2004)
- Burn 30th Anniversary Edition (2004)
- Live In California 74 (DVD) (2005)
- Stormbringer (remastered) (2007)

### S dalšími
- Roger Glover And Guests - The Butterfly Ball And The Grasshopper's Feast (1974)
- Jon Lord - Windows (1974)
- Tommy Bolin - Teaser (1975)
- Various Artists - The Wizard's Convention (1976)
- Pat Travers - Makin' Magic (1977)
- 4 On The Floor - same (1979)
- Climax Blues Band - Lucky For Some (1981)
- Hughes/Thrall - same (1982)
- Night Ranger - Midnight Madness (1983)
- Heaven - Where Angels Fear To Tread (1983)
- Phenomena - same (1985)
- Gary Moore - Run For Cover (1985)
- Black Sabbath featuring Tony Iommi - Seventh Star (1986)
- Various Artists - Dragnet (Music From The Motion Picture Soundtrack) (1987)
- Phenomena II - Dream Runner (1987)
- Whitesnake - Slip Of The Tongue (1989)
- XYZ - same (1989)
- Notorious - same (1990)
- Various Artists - Music From And Inspired By The Film Highlander II: The Quickening (1990)
- L.A. Blues Authority - same (1991)
- The KLF - America: What Time Is Love? (single) (1992)
- Lynch Mob - same (1992)
- John Norum - Face The Truth (1992)
- Geoffrey Downes/The New Dance Orchestra - Vox Humana (European version) (1993)
- Sister Whiskey - Liquor And Poker (1993)
- Marc Bonilla - American Matador (1993)
- George Lynch - Sacred Groove (1993)
- Stevie Salas - Stevie Salas Presents: The Electric Pow Wow (1993)
- Mötley Crüe - S/T album: „Misunderstood“(1994)
- Manfred Ehlert's Amen - same (1994)
- Various Artists - Smoke On The Water: A Tribute (1994)
- L.A. Blues Authority Volume V - Cream Of The Crop: A Tribute (1994)
- Hank Davison & Friends - Real Live (1995)
- Brazen Abbot - Live And Learn (1995)
- Wet Paint - Shhh.! (1995)
- Richie Kotzen - Wave Of Emotion (1996)
- Liesegang - No Strings Attached (1996)
- Asia - Archiva 1 (1996)
- Various Artists - To Cry You A Song: A Collection Of Tull Tales (1996)
- Various Artists - Dragon Attack: A Tribute To Queen (1996)
- Amen - Aguilar (1996)
- Glenn Hughes/Geoff Downes - The Work Tapes (1998)
- Glenn Hughes, Johnnie Bolin & Friends - Tommy Bolin: 1997 Tribute (1998)
- Stuart Smith - Heaven And Earth (1998)
- Various Artists - Humanary Stew: A Tribute To Alice Cooper (1999)
- Various Artists - Encores, Legends & Paradox: A Tribute To The Music Of ELP (1999)
- The Bobaloos - The Bobaloos (1999)
- Niacin - Deep (1999)
- Erik Norlander - Into The Sunset (2000)
- Tidewater Grain - Here On The Outside (2000)
- Voodoo Hill - same (2000)
- Craig Erickson Project - Shine (2000)
- Nikolo Kotzev - Nostradamus (2001)
- Max Magagni - Twister (2001)
- Various Artists - Stone Cold Queen: A Tribute (2001)
- Various Artists - Another Hair Of The Dog - A Tribute To Nazareth (2001)
- Various Artists - Let The Tribute Do The Talking - A Tribute To Aerosmith (2001)
- Ape Quartet - Please Where Do We Live? (2001)
- Voices of Classic Rock - Voices For America (2001)
- Ellis - Ellis Three (E-III) (2001)
- HTP (Hughes Turner Project) - same (2002)
- HTP (Hughes Turner Project) - Live In Tokyo (2002)
- The Alchemist - Songs From The Westside (2002)
- An All Star Lineup Performing The Songs Of Pink Floyd - same (2002)
- Ryo Okumoto - Coming Through (2002)
- Jeff Scott Soto - Prism (2002)
- Various Artists - Influences & Connections, Volume 1, Mr.Big (2003)
- HTP (Hughes Turner Project) - 2 (2003)
- Chris Catena - Freak Out! (2003)
- Rata Blanca/Glenn Hughes Vivo (2003)
- Aina - Days of Rising Doom (2003)
- Voodoo Hill - Wild Seed Of Mother Earth (2004)
- Tony Iommi - The 1996 DEP Sessions (2004)
- Tony Iommi - Fused (2005)
- Vargas Blues Band - Love, Union, Peace (2005)
- Monkey Bussines - Kiss Me On My Ego (2005)
- Phenomena - Psycho Fantasy (2006)
- Moonstone Project - Time To Take A Stand (2006)
- The Lizards - Against All Odds (2006)
- Quiet Riot - Rehab (2006)
- Hughes/Thrall - same (remastered) (2007)
- Robin George/Glenn Hughes - Sweet Revenge (2008)
- Monkey Business - Twilight of Jesters (2009)
- Black Country Communion - Black Country (2010)
- Black Country Communion - 2 (2011)